# Monstrilla minuta
Monstrilla minuta är en kräftdjursart som beskrevs av Isaac 1974. Monstrilla minuta ingår i släktet Monstrilla och familjen Monstrillidae. Inga underarter finns listade i Catalogue of Life.